# Giovanni Domenico Mansi
Giovanni Domenico Mansi (Lucca, 16 febbraio 1692 – Lucca, 27 settembre 1769) è stato un arcivescovo cattolico, teologo e storico italiano.

## Biografia
Mansi è noto per le sue estese ricerche sui Concili ecumenici.
Nato da famiglia patrizia, morì arcivescovo della sua città natale. A sedici anni entrò nella congregazione dei chierici regolari della Madre di Dio e fece la sua professione solenne nel 1710. A esclusione di alcuni viaggi a scopo di studio, passò tutta la sua vita, fino alla nomina ad arcivescovo di Lucca (1764) nella sua casa religiosa.
Nel 1758, dopo un soggiorno a Roma, dove fu ricevuto dal cardinale Domenico Silvio Passionei, ci fu una proposta di elevarlo al Sacro Collegio, ma la sua collaborazione con annotazioni alla edizione lucchese della famosa Encyclopédie, curata da Ottaviano Diodati, non piacque a Clemente XIII (è da notare che le sue annotazioni in questa edizione servivano soprattutto a correggere i termini ritenuti sovversivi e anticlericali). Tre anni dopo la sua elevazione alla carica di vescovo ebbe un ictus che lo lasciò sofferente e privato della capacità di movimento fino alla sua morte.
La sua lunga carriera di studioso è piena soprattutto di riedizioni di opere ecclesiastiche erudite con note e materiale supplementare. Il suo nome appare sui frontespizi di novanta volumi in folio e di numerose quartine. Lavoratore infaticabile, con molte letture e accuratamente preparato, la sua produzione è principalmente meccanica e poco originale. Il suo compito si è spesso limitato all'inserimento di note e documenti allegati al lavoro da riprodurre e da inviare allo stampatore, un procedimento che ha portato a numerose carenze.
L'unico lavoro degno di nota che è tutto opera di Mansi è il suo Tractatus de casibus et censuris reservatis, pubblicato nel 1724, che lo ha messo in difficoltà con l'Index Librorum Prohibitorum.
Il resto della sua opera è costituito da edizioni annotate; nel 1726 uscì Jo. Burch. Menckenii De Charlataneria eruditorum declamationes duae cum notis variorum e dal 1725 al 1738, una traduzione annotata in latino di tre lavori di Dom Calmet, il Dictionnaire de la Bible, Prolégomènes et Dissertations, e Commentaire littéral.
La pubblicazione più conosciuta di Mansi è la sua ampia edizione dei Concili, Sacrorum Conciliorum nova et amplissima collectio (31 voll., in folio, Firenze e Venezia, 1758–98), che fu arrestata per mancanza di risorse alla metà del Concilio di Firenze del 1438. La mancanza di un indice lo rende scomodo e da un punto di vista critico lascia un'immensità di punti in sospeso. Mansi vide la pubblicazione di soli 14 volumi, mentre gli altri furono terminati grazie alle sue annotazioni.
Nel 1748 iniziò a pubblicare il primo volume di una raccolta presentata come supplemento al lavoro di Coleti; il sesto e ultimo apparvero nel 1752. I volumi sono stati ristampati a Parigi da H. Welter, (1901-1927); e a Graz dalla Akademische Druck- und Verlagsanstalt nel 1960.

## Elenco selezionato di edizioni e traduzioni curate da Mansi
- Il dizionario del 1720 di Augustin Calmet pubblicato come  Dictionarium, Historicum, Criticum, Chronologicum, Geographicum, Biblicum, Latinis Litteris traditum a J. Dom. Mansi

## Genealogia episcopale
La genealogia episcopale è:
- Cardinale Scipione Rebiba
- Cardinale Giulio Antonio Santori
- Cardinale Girolamo Bernerio, O.P.
- Arcivescovo Galeazzo Sanvitale
- Cardinale Ludovico Ludovisi
- Cardinale Luigi Caetani
- Cardinale Ulderico Carpegna
- Cardinale Paluzzo Paluzzi Altieri degli Albertoni
- Papa Benedetto XIII
- Papa Benedetto XIV
- Papa Clemente XIII
- Cardinale Enrico Benedetto Stuart
- Arcivescovo Giovanni Domenico Mansi, O.M.D.